# Maur (uczeń św. Benedykta)

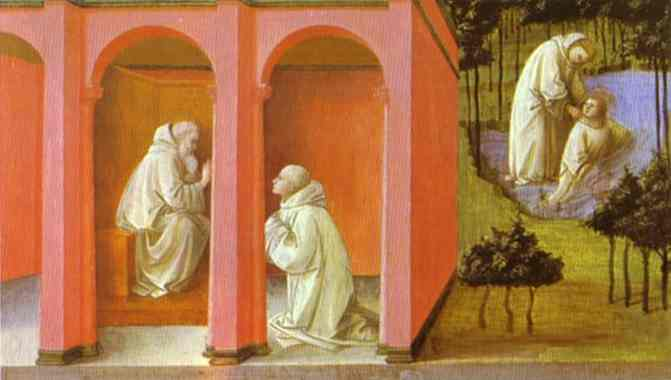
św. Maur na ratunek św. Placydowi (Fra Filippo Lippi).

Maur, uczeń św. Benedykta (ur. 512 w Rzymie, zm. 15 stycznia 584 w Galii) – pierwszy uczeń św. Benedykta z Nursji, mnich i opat, święty Kościoła katolickiego. 
Maur pochodził z arystokratycznej rodziny, był synem rzymskiego senatora Ekwicjusza. W wieku dwunastu lat został powierzony na wychowanie Benedyktowi z Nursji i stał się jego najwybitniejszym uczniem.
Około 529, wraz ze św. Benedyktem, zamieszkał w klasztorze na Monte Cassino. Został tam wybrany przeorem, a później opatem zakonu.
Według późniejszego Vita Mauri, spisanego w 863 przez Odona z Glanfeuil, Maur wysłany został przez św. Benedykta do Galii. Tam, w połowie VI wieku założył, dzięki wsparciu króla Teodeberta, pierwsze opactwo benedyktyńskie na ziemiach francuskich w Glanfeuil (nad Loarą). Spędził tam trzydzieści osiem lat pełniąc obowiązki opata. Śmierci doczekał w samotni położonej niedaleko klasztoru Glanfeuil.
Grzegorz Wielki w swoich Dialogach opisał historię, w której św. Maur na polecenie św. Benedykta wybrał się na poszukiwanie jednego z uczniów, Placyda. Znalazł go w topieli i bez świadomości zagrożenia, idąc po wodzie dotarł do niego by udzielić pomocy.
Wspomnienie liturgiczne obchodzone jest 15 stycznia wraz ze św. Placydem.
Święty Maur jest patronem tragarzy, krawców, szewców i kowali miedzi. Jest orędownikiem przy chrypce, przeziębieniu, bólach głowy, podagrze, reumatyzmie i zołzach.